# Церква Різдва Пресвятої Богородиці (Смиківці)
Церква Різдва Пресвятої Богородиці в Смиківцях — парафія і храм греко-католицької громади Великобірківського деканату Тернопільсько-Зборівської архієпархії Української греко-католицької церкви в селі Смиківці Тернопільського району Тернопільської области.

## Історія церкви
Перша парафіяльна громада утворена в 1894 році за сприяння місцевих жителів та під керівництвом о. Юліяна Бачинського. Того ж року збудували невеликий храм, який фінансували жителі села та сусідніх Байківців і Великих Бірок. З моменту побудови і до 1956 року в храмі служили священники Юліян Бачинський та Проців.
У 1956 році державна влада закрила церкву, і до 1988 року вона використовувалася як склад. У 1989 році храм повернули вірянам. Тоді ж почалася його реконструкція: Зеновій Бутковський і Богдан Печенюк виготовили новий іконостас, а тернопільські художники під керівництвом Миколи Федчини розписали церкву.
Парафія належала до УГКЦ у 1894—1946 роках, потім — до РПЦ, а з 1991 року знову повернулася в лоно УГКЦ. У 1991 році храм освятив владика Михаїл Сабрига.
При парафії діє народний хор, а також братство Матері Божої Неустанної Помочі, Марійська і Вівтарна дружини. На території парафії встановлено хрест на честь скасування панщини. У 1998 році відбулася візитація владики Михаїла Сабриги, який повторно освятив храм після його розпису.

## Парохи
- о. Володимир Хома (1991—1997),
- о. Тарас Шмиглик (1997),
- о. Василь Деркач (з травня 1998).